# Manège de Moscou

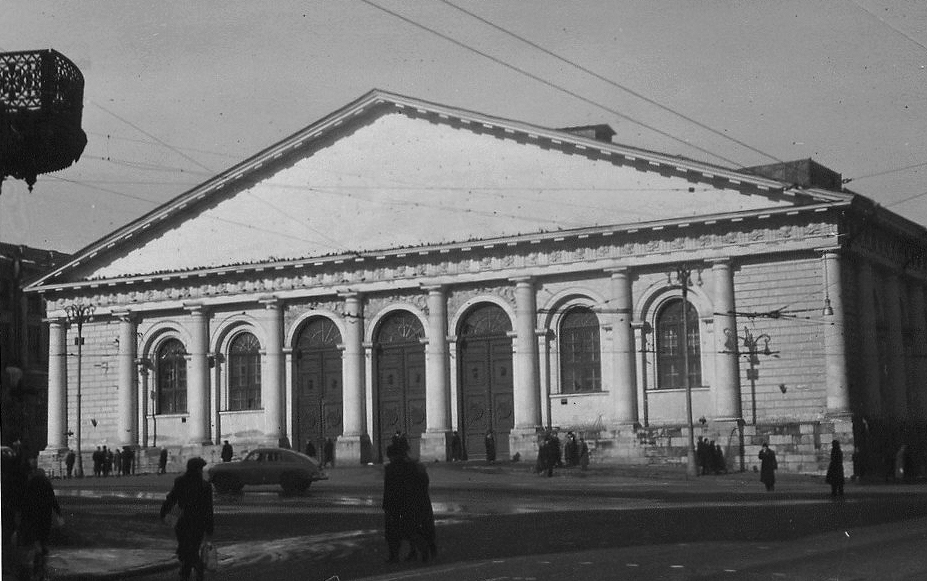
Le Manège en 1960.

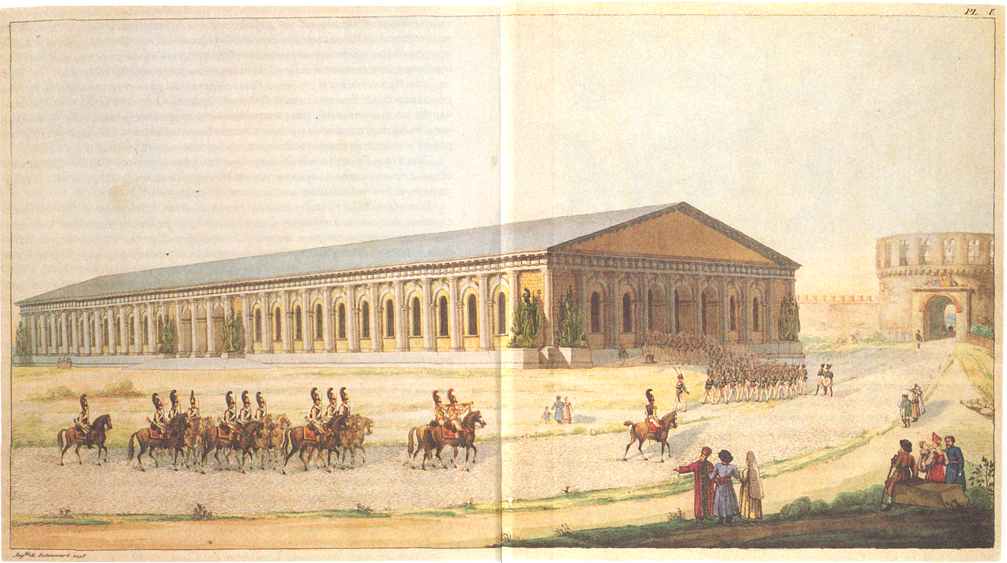
Le Manège vers 1845.

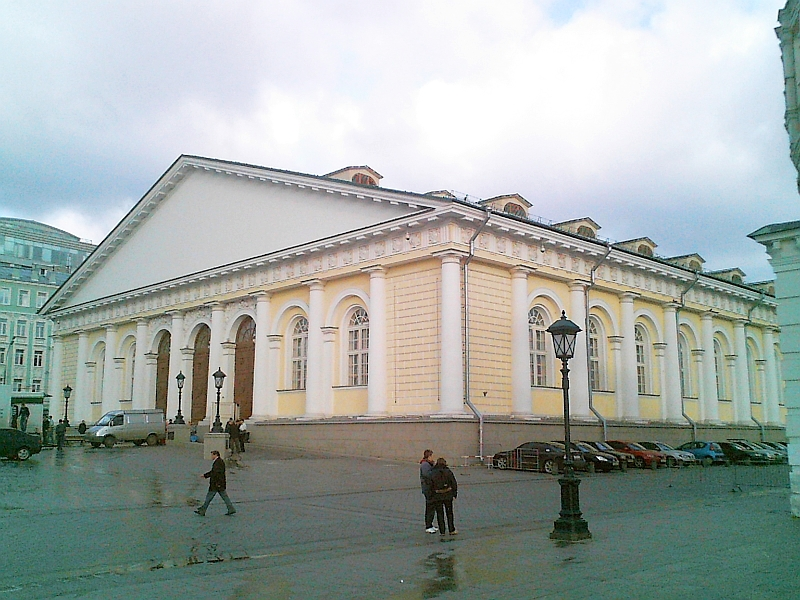
La façade arrière du Manège.

Le manège de Moscou, ou simplement désigné le Manège, situé sur la place du Manège, est l'un des bâtiments néoclassiques de la ville. 

## Histoire
Le Manège fut érigé par l'architecte russe Joseph Bové (1784-1834), chargé de reconstruire Moscou après le grand incendie de 1812, à l'emplacement du Monastère Moïsséiski. Aux XVIIIe et XIXe siècles le quartier était dévolu au commerce. Le style architectural est classique avec sa couleur blanche et jaune ocre. Il fut construit de 1817 à 1825 pour célébrer le cinquième anniversaire de la victoire de la Russie sur les troupes de Napoléon et servit au début pour abriter les parades de cavaliers et une école d'équitation pour officiers. Il se situe entre l'Ancienne Université et le jardin Alexandre (ou Alexandrovsky).
Inauguré le 12 novembre 1817, le Manège, d'une superficie de 9 000 m2, avec son style néo-classique, dépouillé et monumental, en vogue à l'époque, la puissante colonnade dorique ainsi que son énorme fronton dépouillé de tout ornement, dominant la place, a été comparé au Grand Palais (Paris) pour son architecture spectaculaire.
C'est l'ingénieur des ponts et chaussées espagnol, Agustín de Betancourt, qui conçut et projeta ses remarquables fermes de toiture en bois, aux pièces spéciales en fonte évitant le contact direct du bois avec les éléments concurrents soumis à compression. Leur portée de 47 mètres sans appui intermédiaire assurait une largeur libre d'obstacles de 45 mètres pour les exercices d'équitation, ce qui constituait une prouesse technique à l'époque.
De 1831 à nos jours, il a servi de salle d'expositions, de lieu de kermesses, de salle de concerts, mais également, depuis quelques années, il abrite une filiale de la banque Promsviazbank. Berlioz y dirigea un concert le 8 janvier 1868 lors de son deuxième séjour en Russie.
Le manège est également connu car, dans les années 1960, il commença à être utilisé pour des manifestations artistiques (on peut citer la rencontre entre Khrouchtchev et le sculpteur Ernst Neïzvestny qui s'y déroula).
Le bâtiment fut un bref moment utilisé comme salle d'exposition pour la collection d'automobiles du dirigeant soviétique Léonid Brejnev.
Le 14 mars 2004, un gigantesque incendie le détruisit, ne laissant que les murs et faisant deux morts.
La mairie de Moscou a fait en sorte que le bâtiment soit reconstruit avec des places de stationnement en sous-sol. Les expositions artistiques ont repris dès l'automne 2005.